# Juan José Arenas

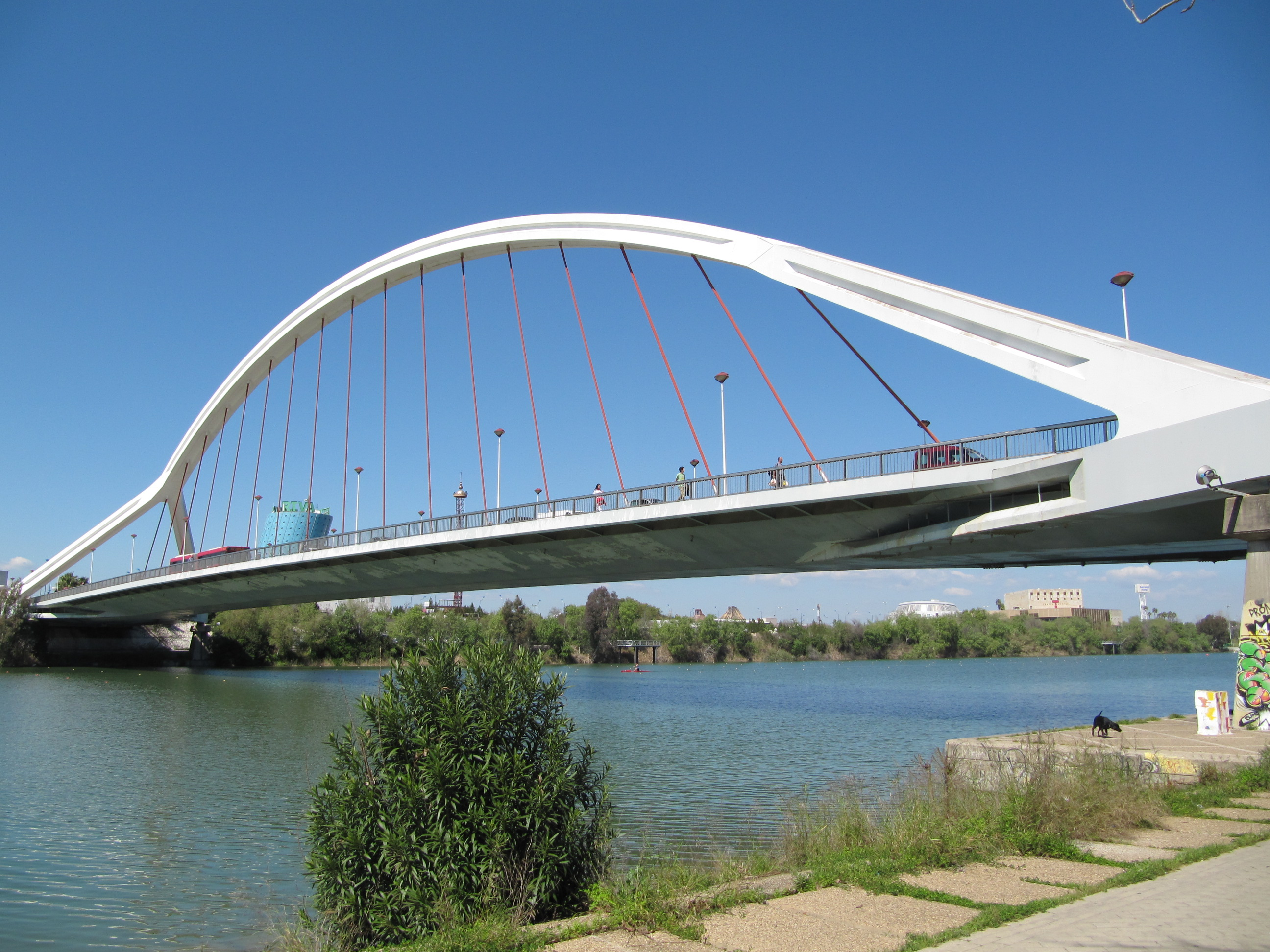
Barqueta-Brücke für die Weltausstellung in Sevilla

Juan José Arenas de Pablo (* 3. Juli 1940 in Huesca; † 9. November 2017 in Santander) war ein spanischer Bauingenieur.
Arenas studierte am Polytechnikum in Madrid mit dem Abschluss 1963 und der Promotion 1970. Von 1971 bis 1976 war er dort Professor für Spannbeton, danach Professor für Brückenbau an der Universität von Kantabrien in Santander.
Er war ab 1969 selbständiger beratender Ingenieur für Brückenbau. 1988 gründete er in Santander das Ingenieurbüro APIA XXI. 1999 gründete er die Brückenbaufirma Arenas y Asociados mit Sitz im Santander.
Zu seinen Brücken gehört die Barqueta-Brücke für die Weltausstellung 1992 in Sevilla,  die Puente de Hispanoamérica (heute Puente de la Hispanidad) in Valladolid (eine Schrägseilbrücke), die Puente del Tercer Milenio über den Ebro in Saragossa  (2008 fertiggestellt), die Hafenbrücke Porta d’Europa von Barcelona (2000), eine nach ihm benannte Brücke in Santander (2010) im Park von Las Llamas, die Puente Puerta de Las Rozas in einem Vorort von Madrid (2007) und das Viadukt von La Regenta in Asturien (dafür erhielt er den V Premio Internacional Puente de Alcántara).

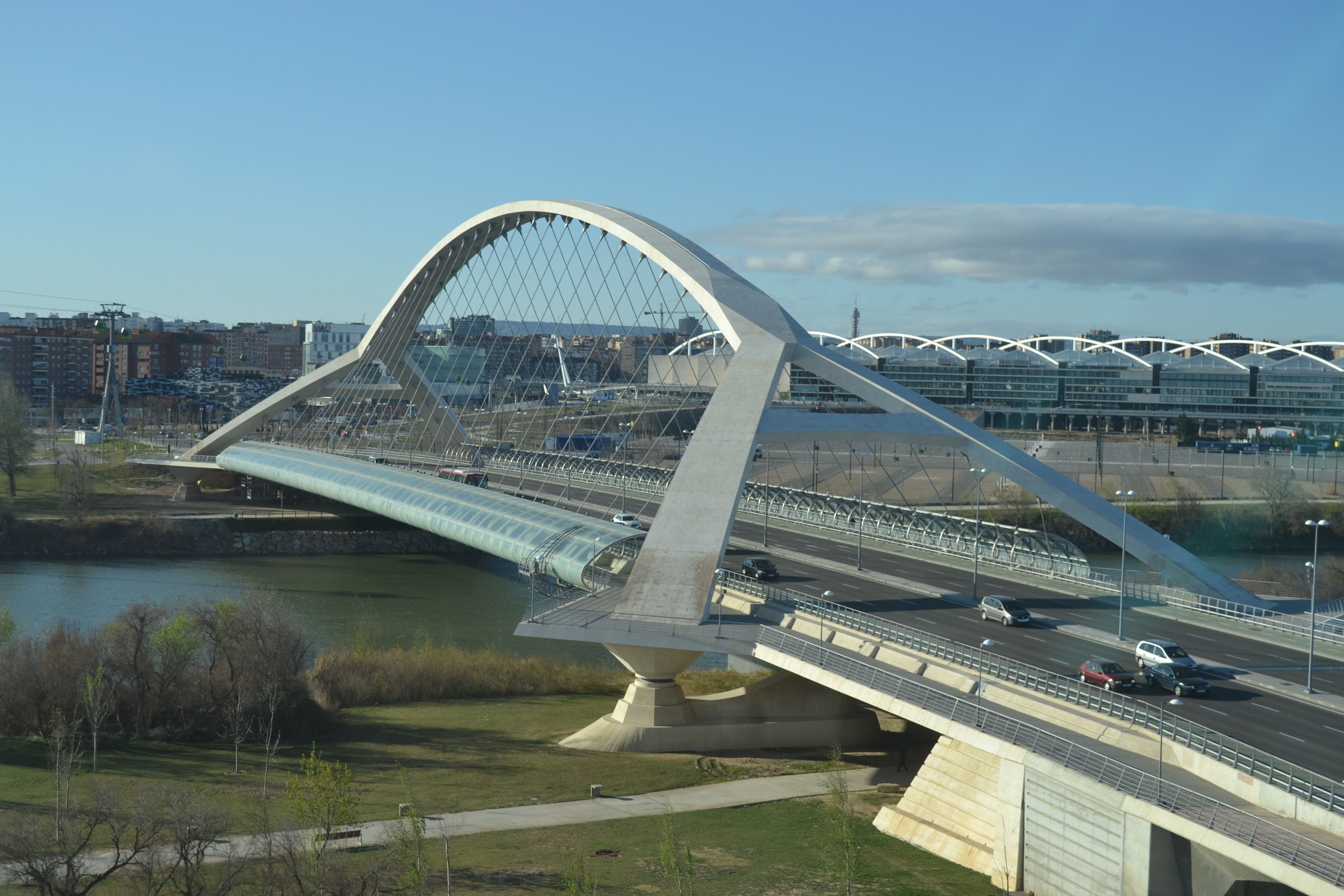
Puente del Tercer Milenio, Saragossa

2017 erhielt er den International Award of Merit in Structural Engineering. 1993 erhielt er den europäischen Stahlbaupreis der ECCS, 2010 den fib Preis für herausragende Betonkonstruktionen und 2009 die Gustave Magnel Goldmedaille.

## Weblinks

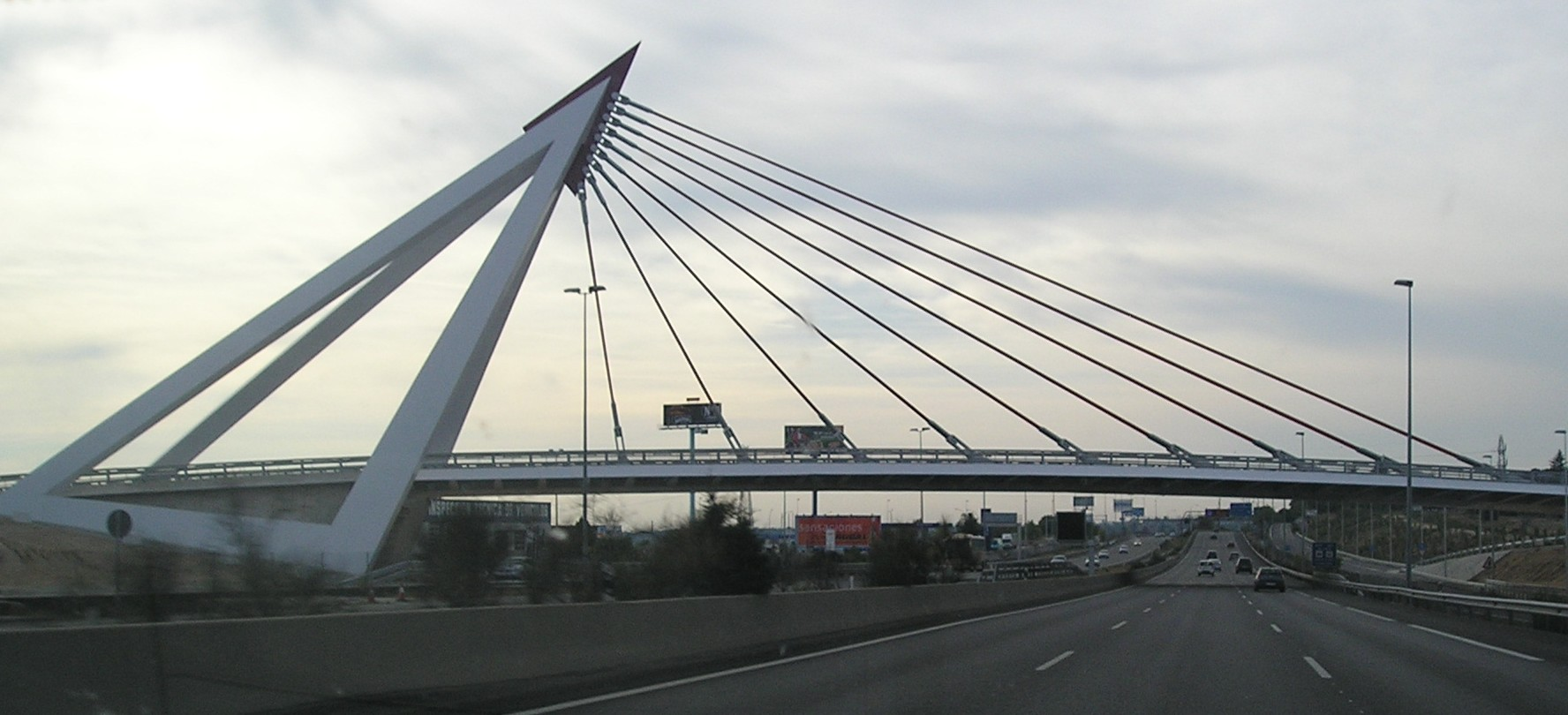
Las Rozas Brücke Madrid